# Idioma shinji
Shinji (Sinji), o Yungo, es una lengua bantú de la República Democrática del Congo , entre Mbangala y Yaka.
Según Multitree, las grafías son Şinji (Shinji) y Nuŋgo, en lugar de Yungo como en Maho (2009), y las menciones del idioma en la literatura se hacen casi en su totalidad en referencia a Guthrie.